# 이상운 (성우)
이상운(李尙澐, 1984년 1월 17일 ~ )은 대한민국의 성우로, 2014년에 한국방송 성우극회 공채 39기로 입사했다. 2021년, 이름을 이승준에서 이상운으로 개명했다.

## 출연 작품

### 애니
- 발레리나 - 빅터
- 나나마루 산바츠 (대원방송) - 니아나 타쿠미, 쿠마다
- 나의 붉은 고래
- 백설공주: 사라진 아빠를 찾아서 - 똑똑이
- 슈퍼문 - 사슴지킴이, 대장멧돼지, 의사, 철새2
- 오디션 지옥 - 사회자
- 포켓몬스터 W (투니버스)
- 하이큐!! 세컨드 시즌 (애니맥스) - 야바하 시게루, 시마다 마코토, 아오네 타카노부
- 헬로 카봇 (KBS) - 노바
- 디지몬 고스트 게임 (재능TV) - 이청솔

### 웹툰 애니메이션
- 개판 – 크롬
- 천년구미호 – 나레이션
- 쿠베라 – 마카라, 카사크 역

### 외화
- 닥터 후 시즌 10 (KBS) - 빈시(바요 가바다모시)
- 닥터 스트레인지 - 강도(다니엘 도우)
- 디셉션 (KBS) - 레이프(제시 브래드퍼드)
- 블랙 팬서 - 민병대(도미니크 스미스)

### 라디오 드라마

#### 소설극장(KBS 3라디오)
- 2014.08.16 ~ 2014.09.12 노희경 <세상에서 가장 아름다운 이별> (차영석)
- 2014.09.13 ~ 2014.11.10 정유정 <28> (현진)
- 2014.11.11 ~ 2014.12.14 어니스트 헤밍웨이 <태양은 다시 떠오른다> (콘)
- 2015.08.16 ~ 2015.10.02 은희경 <새의 선물> (허석)
- 2015.10.03 ~ 2015.11.26 이광수 <무정> (우선)
- 2015.11.27 ~ 2016.01.08 양귀자 <원미동 사람들> (은혜아버지)

#### 라디오 극장(KBS 한민족 방송)
- 2014.03-04 천명관 <고래>
- 2015.03 박지리 <양춘단 대학 탐방기> (도진)
- 2015.04 정유정 <7년의 밤>
- 2015.05 박민규 <삼미수퍼스타즈의 마지막 팬클럽>
- 2015.06 이창훈 <라이언> (시라소니)
- 2015.07 김범 <할매가 돌아왔다> (재진)
- 2015.11 작자미상 <전우치> (양봉환)
- 2015.12 서진 <하트브레이크 호텔>

#### 라디오 독서실(KBS 2라디오)
- 2014.03.30 박형서 <무한의 흰 벽> (관리소직원)
- 2014.04.06 임철우 <세상의 모든 저녁 1편> (잡부2)
- 2014.05.11 박완서 <후남아, 밥 먹어라> (남조카)
- 2014.05.18 윤정환 <짬뽕> (남학생)
- 2014.05.25 하성란 <여름의 맛> (포토그래퍼)
- 2014.06.01 김금희 <옥화> (직원)
- 2014.06.15 정지아 <자본주의의 적> (택배)
- 2014.06.22 황정은 <상류엔 맹금류> (관리인)
- 2014.06.29 기준영 <이상한 정열> (트레이너)
- 2014.07.06 정미경 <목놓아 우네> (황)
- 2014.07.13 최인석 <초록이 지쳐 단풍 드는데> (영철)
- 2014.07.27 김재은 <숫자 꿈> (박주임)
- 2014.08.10 이수광 <진격의 미친 여자> (친구)
- 2014.08.31 이장욱 <우리 모두의 정귀보> (심사위원1/사장)
- 2014.09.14 전성태 <성묘> (공병대)
- 2014.09.21 표명희 <심야의 소리 mp3> (성우동생)
- 2014.09.28 김용희 <향나무 베개를 베고 자는 잠> (학예사3)
- 2014.10.05 윤이형 <굿바이> (인간1)
- 2014.11.02 손홍규 <정읍에서 울다> (아들)
- 2014.11.09 김미월 <만보 걷기> (아미)
- 2014.11.16 정희선 <쏘아 올리다> (편의점직원)
- 2014.11.23 박솔뫼 <그럼 무얼 부르지> (남대학생)
- 2014.12.07 구효서 <별명의 달인> (나무젓가락2)
- 2014.12.14 강진 <멸종의 기록> (고객3)
- 2014.12.21 은희경 <금성녀> (교사)
- 2015.01.04 작자미상 <금방울전> (신하)
- 2015.01.11 이은선 <살사댄서의 냉풍욕> (손님2)
- 2015.01.25 장성욱 <수족관> (넙치)
- 2015.02.08 전민석 <다른 나라에서> (야구선수2)
- 2015.02.15 이만교 <표정관리 주식회사> (딴지)
- 2015.03.01 윤성희 <휴가> (최종민)
- 2015.03.08 김희선 <라면의 황제> (이븐바투타)
- 2015.03.15 이장욱 <크리스마스 캐럴> (꽁지머리)
- 2015.03.22 해이수 <리키의 화원> (리키정)
- 2015.04.26 최은영 <한지와 영주> (테오)
- 2015.05.03 이평재 <악어패밀리> (남고생2)
- 2015.05.10 최지애 <달콤한 픽션> (남직원)
- 2015.05.17 나경화 <쿙쿙> (리보/행인1)
- 2015.06.21 김연수 <벚꽃 새해> (성진)
- 2015.08.02 이윤돌 <장마가 지는 계절> (이윤성)
- 2015.09.20 김중혁 <가짜 팔로 하는 포옹> (해설)
- 2015.10.25 최정화 <지극히 내성적인 살인의 경우> (남동생)
- 2015.11.22 천명관 <동백꽃> (동엽)
- 2015.12.27 최정화 <홍로> (해설)
- 2016.04.10 성은영 <귀향의 끝> (형배)

#### KBS 무대(KBS 한민족 방송)
- 2014.03.01 <카메오> (관계자)
- 2014.03.22 <붕어빵> (직원1)
- 2014.03.29 <각광을 받다> (남학생)
- 2014.04.05 <달걀 후라이> (사회자)
- 2014.04.19 <소피마르소를 위하여> (어린동준)
- 2014.05.10 <한영우> (남학생1)
- 2014.05.17 <환승> (웨이터/앵커)
- 2014.05.24 <요조숙녀 왕순진의 날갯짓> (강형사)
- 2014.06.14 <거짓말> (마트직원)
- 2014.07.05 <노페인 노게인> (뉴스)
- 2014.08.02 <전화하는 남자> (남1)
- 2014.08.16 <개구리 울음소리> (김군)
- 2014.08.23 <알카트레즈를 떠나며> (남편)
- 2014.09.06 <마흔살의 커밍아웃> (친구2)
- 2014.09.20 <카사노바 따라잡기> (스텝)
- 2014.10.11 <연애를 읽다> (진행자)
- 2014.10.25 <민들레순정> (사내2)
- 2014.11.01 <천국에서 온 편지> (카메라맨/남자2)
- 2014.11.29.<가족의 탄생> (소리2)
- 2014.12.06 <예순님> (아나운서)
- 2014.12.13 <말 못하는 남자> (구급대원)
- 2014.12.20 <탄원서 쓰는 여자> (남자2)
- 2015.01.03 <문선생, 히말라야를 가다> (남학생2)
- 2015.01.10 <매미를 엿보다> (도사/종2)
- 2015.01.17 <첫사랑 사수 대작전> (상인)
- 2015.01.24 <소금이 온다> (철수)
- 2015.02.14 <잔혹낙원> (기자1)
- 2015.02.21 <통화> (담임)
- 2015.02.28 <봄, 재규어, 키스> (남자1)
- 2015.03.14 <악행 컴퍼니> (직원2)
- 2015.03.21 <임사 체험> (순경)
- 2015.04.04 <상어가 멈춘다> (태식)
- 2015.04.18 <어느 쨍한 날> (앵커1)
- 2015.04.25 <논개> (백성2)
- 2015.05.02 <장군멍군> (위병)
- 2015.05.09 <아버지의 이름으로> (상헌 부)
- 2015.05.16 <개과천선> (전광수)
- 2015.05.23 <껌 뱉지 맙시다> (성찬)
- 2015.06.06 <박색춘향> (화원)
- 2015.06.27 <위대한 유산> (대오)
- 2015.07.25 <두 번의 살인> (뉴스)
- 2015.08.08 <금혼식> (영준)
- 2015.08.15 <기적 소리> (역무원)
- 2015.09.05 <알 찾는 뻐꾸기> (기자)
- 2015.09.19 <사랑을 연결합니다> (향수)
- 2015.10.03 <연극이 끝난 후> (수형)
- 2015.10.31 <미스터 노바디> (흥신소)
- 2015.11.07 <파가니니를 위하여> (친구2)
- 2015.11.28 <그녀, 웃다> (남편)
- 2015.12.12 <카페라떼의 여자> (남자)
- 2015.12.26 <뺑, 로또 그리고 선물> (학생)

### TV
- KBS 1TV 심야토론 - 내레이션 출연(2015 ~ )
- KBS 2TV 재난방송센터 - 내레이션(2015 ~)
- 2016.09.22 KBS 네트워크 특선다큐 <독서토론열차 꿈을 향해 달린다>
- 2018.10.28 JTBC 다큐 플러스 35회 : 순환경제 시대가 온다 - 내레이션

### 게임
- 카운터스트라이크
- 별별 맞고
- 창세기전4
- 에이스 베이스볼
- 붉은보석 2

### 광고
- 티빙스틱
- 한화건설
- CJ 헬로비젼
- 고려인삼
- 참다한 홍삼